# Frédérique Bonnet-Brilhault
Pour les articles homonymes, voir Bonnet.
Frédérique Bonnet-Brilhault est une médecin française, pédopsychiatre et professeure de médecine au centre hospitalier régional universitaire de Tours.

## Biographie
Elle étudie la médecine à Angers puis à Rouen, où elle obtient un DES de psychiatrie en 1998, intitulé Anticipation et schizophrénie : deux études sur la recherche d'une base génétique moléculaire. En 2001, elle soutient une thèse de médecine intitulée Contribution à la recherche de facteurs de prédisposition génétique dans la schizophrénie : résultats de trois approches différentes à Rouen. Elle travaille à partir de 2000 au centre de pédopsychiatrie de Tours, dont elle prend la direction en 2011, succédant à Catherine Barthélémy. Elle est professeur de pédopsychiatrie et de physiologie à la Faculté de médecine de Tours.

## Recherches
Elle est spécialisée dans la recherche et la prise en charge de l'autisme. L'équipe de recherche « Autisme » (UMR Inserm 1253 - « Imagerie et cerveau ») qu'elle dirige, cherche à améliorer les stratégies diagnostiques et thérapeutiques, grâce à une meilleure compréhension des mécanismes physiopathologiques des symptômes observés dans l'autisme,.

## Publications
- (Co-direction) L'autisme : de l'enfance à l'âge adulte, avec Catherine Barthélémy, Paris, Lavoisier, coll. « Médecine Sciences publications », 2012 (OCLC 807361411).
- (Co-auteur) « L’évaluation clinique des troubles autistiques », in Améliorer la qualité de vie des personnes atteintes d’autisme, Dunod, 2008,  (ISBN 9782100510306).
- (Co-auteur) « Chapitre 1. La BECS et le bilan de développement d’enfants avec autisme en hôpital de jour : contribution au diagnostic et à l’étude de l’évolution » et « Chapitre 2. Étude de l’évolution cognitive et socio-émotionnelle d’enfants avec TED bénéficiant de soins intensifs en hôpital de jour et d’une thérapie spécifique, la thérapie d’échange et de développement », in BECS : Batterie d'évaluation cognitive et socio-émotionnelle, De Boeck, 2008.

## Distinctions
Le 31 décembre 2020, elle est nommée au grade de chevalier dans l'ordre national de la Légion d'honneur au titre de « pédopsychiatre, chef de service du centre universitaire de pédopsychiatrie d’un centre hospitalier universitaire, professeur des universités en physiologie ; 27 ans de services ».